# کریس آرمسترانگ (بازیکن فوتبال، زاده ۱۹۸۴)
کریس آرمسترانگ (انگلیسی: Chris Armstrong؛ زادهٔ ۸ نوامبر ۱۹۸۴) بازیکن فوتبال اهل بریتانیا است.
از باشگاه‌هایی که در آن بازی کرده‌است می‌توان به باشگاه فوتبال روچدیل، باشگاه فوتبال استوک‌پورت کانتی، باشگاه فوتبال لیدز یونایتد، و باشگاه فوتبال سنت پاتریک اتلتیک اشاره کرد.